# Parque nacional de Nizhnyaya Kama
Parque nacional de Nizhnyaya Kama (en ruso: Национальный парк Нижняя Кама; traducido como el "Parque nacional de la baja Kama") es un espacio protegido en el centro de Rusia, situado en los distritos de Tukayevsky y Yelabuzhsky de Tatarstán. Se estableció el 20 de abril de 1991 para resguardar a las coníferas (principalmente pinos) en los bosques de las orillas del río Kama.
El parque consta de tres grupos aislados. Dos de ellos - Maly Bor y Tanayavskaya Dacha - se encuentran cerca de la ciudad de Yelabuga, en la margen derecha del Kama, mientras que el tercero, Bolshoy Bor, se encuentra en la península en la orilla izquierda del Kama.

## Imágenes

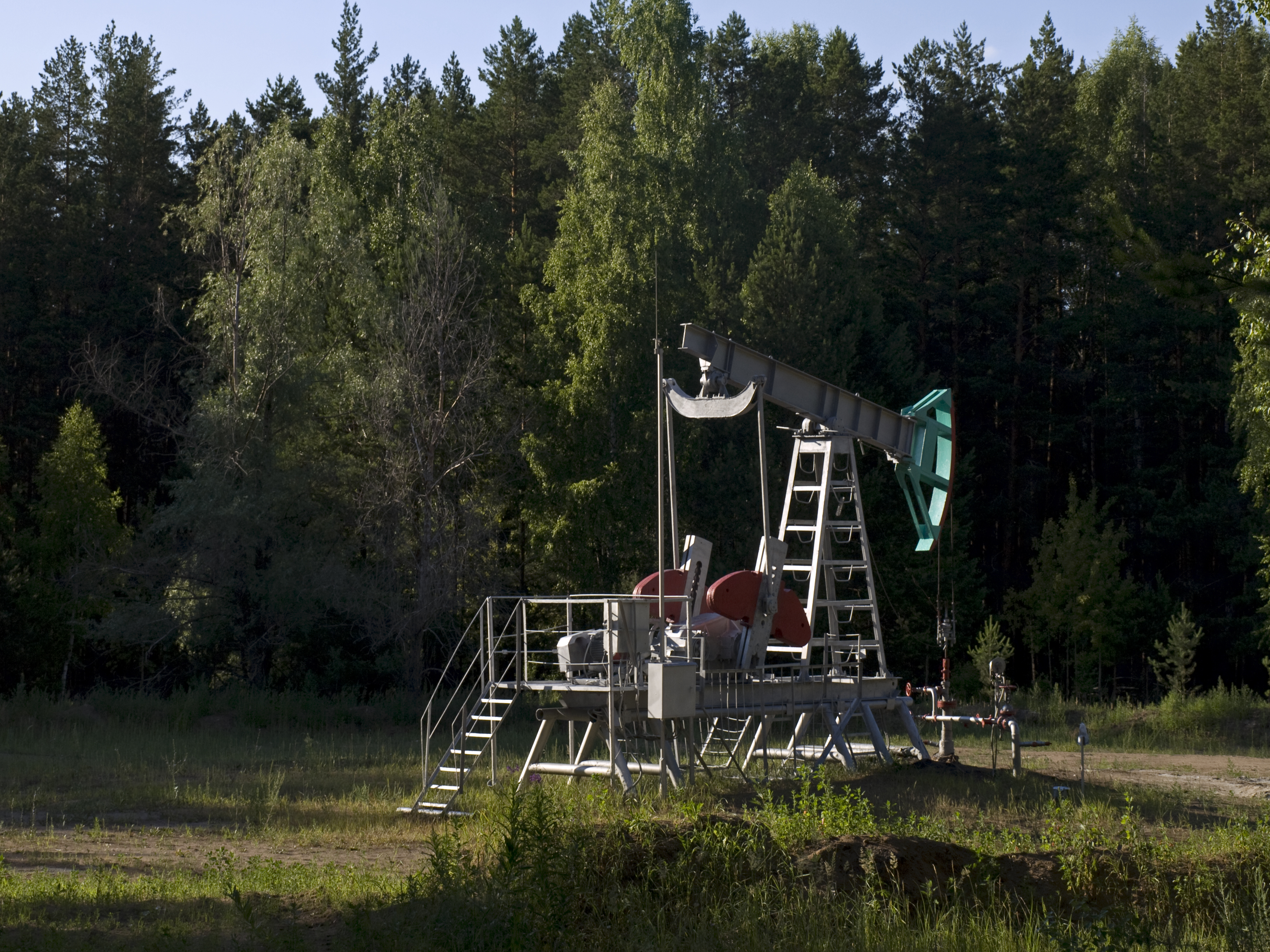
Pozo de petróleo en cercanías del parque.
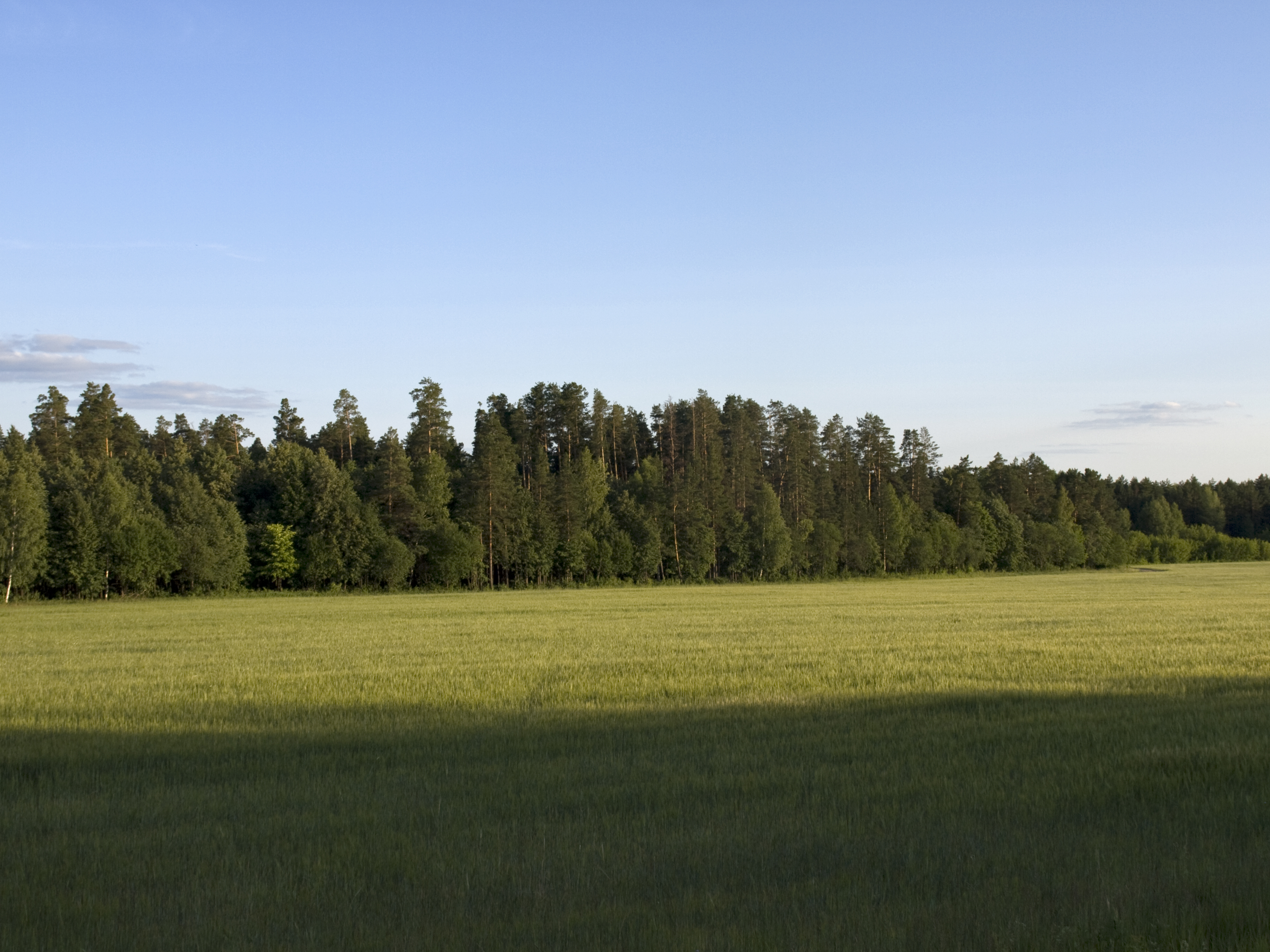
Vista del parque.